# Barton-upon-Humber
Barton-upon-Humber – miasto w Wielkiej Brytanii. w Anglii w hrabstwie Lincolnshire, położone na południowym brzegu rzeki Humber. W przeszłości znane z produkcji rowerów. W 2011 roku liczyło 11 066 mieszkańców.

## Historia
Miasto założone w czasach saksońskich - do dziś zachowała się wieża kościoła św. Piotra. W kościele a w zasadzie pod nim znaleziono 3000 szkieletów ludzkich z czasów od XI do XIX wieku. W roku 1351 król Edward II zagwarantował miastu połączenie promowe z Kingston upon Hull. Działało ono do roku 1851.